# فيليب أوتو رونغي
فيليب أوتو رونغي (بالألمانية: Philipp Otto Runge)‏ ولد في يوليو سنة 1777 في فولغاست وتوفي في سنة 1810 في هامبورغ. كان بجانب كاسبر ديفيد فريدريك من أهم الفناننين الألمان في فترة المدرسة الرومانسية الألمانية المبكرة.

## ألبوم اللوحات

أطفال هلسنبيغ (1805-1810)
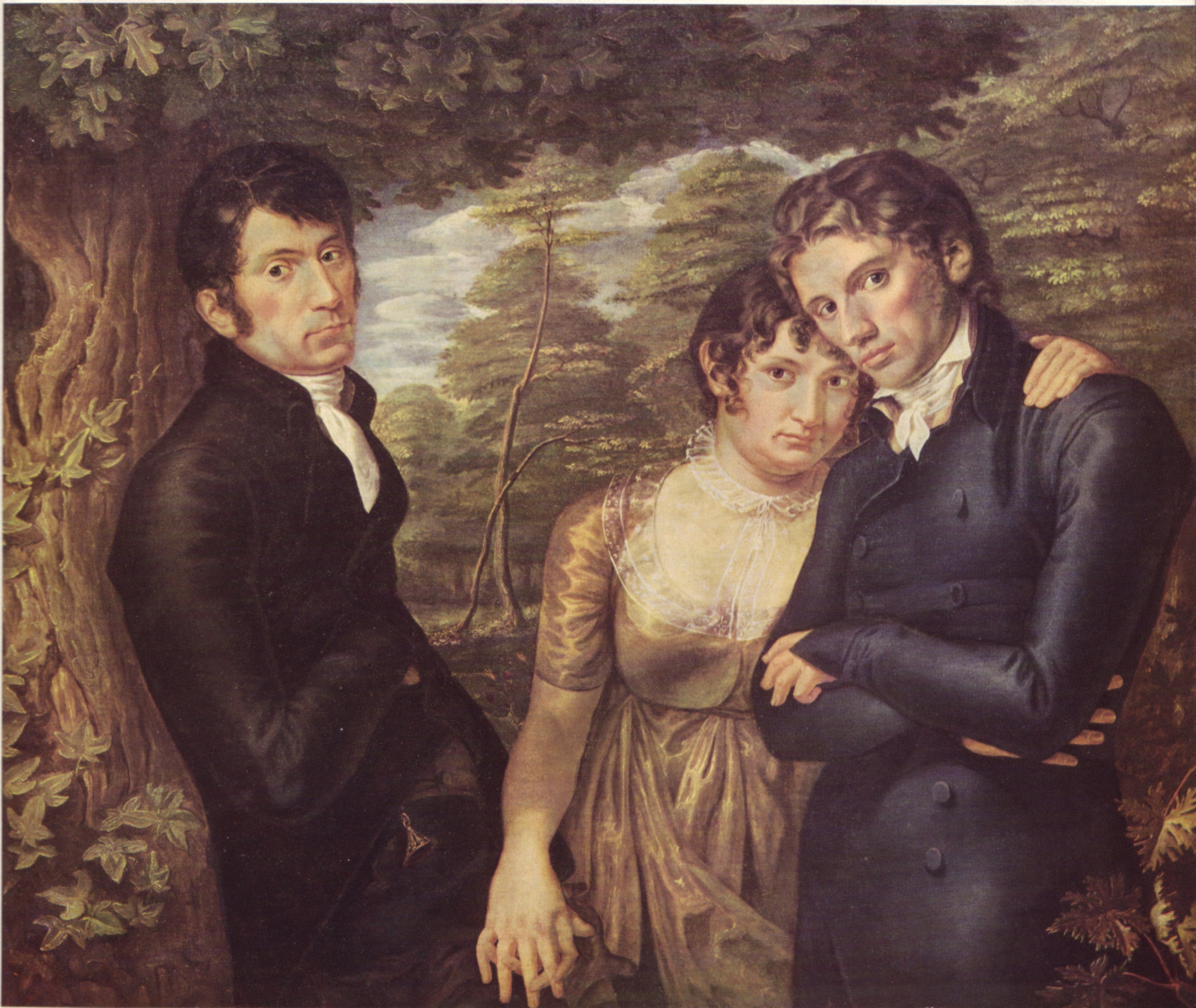
نحن ثلاثة
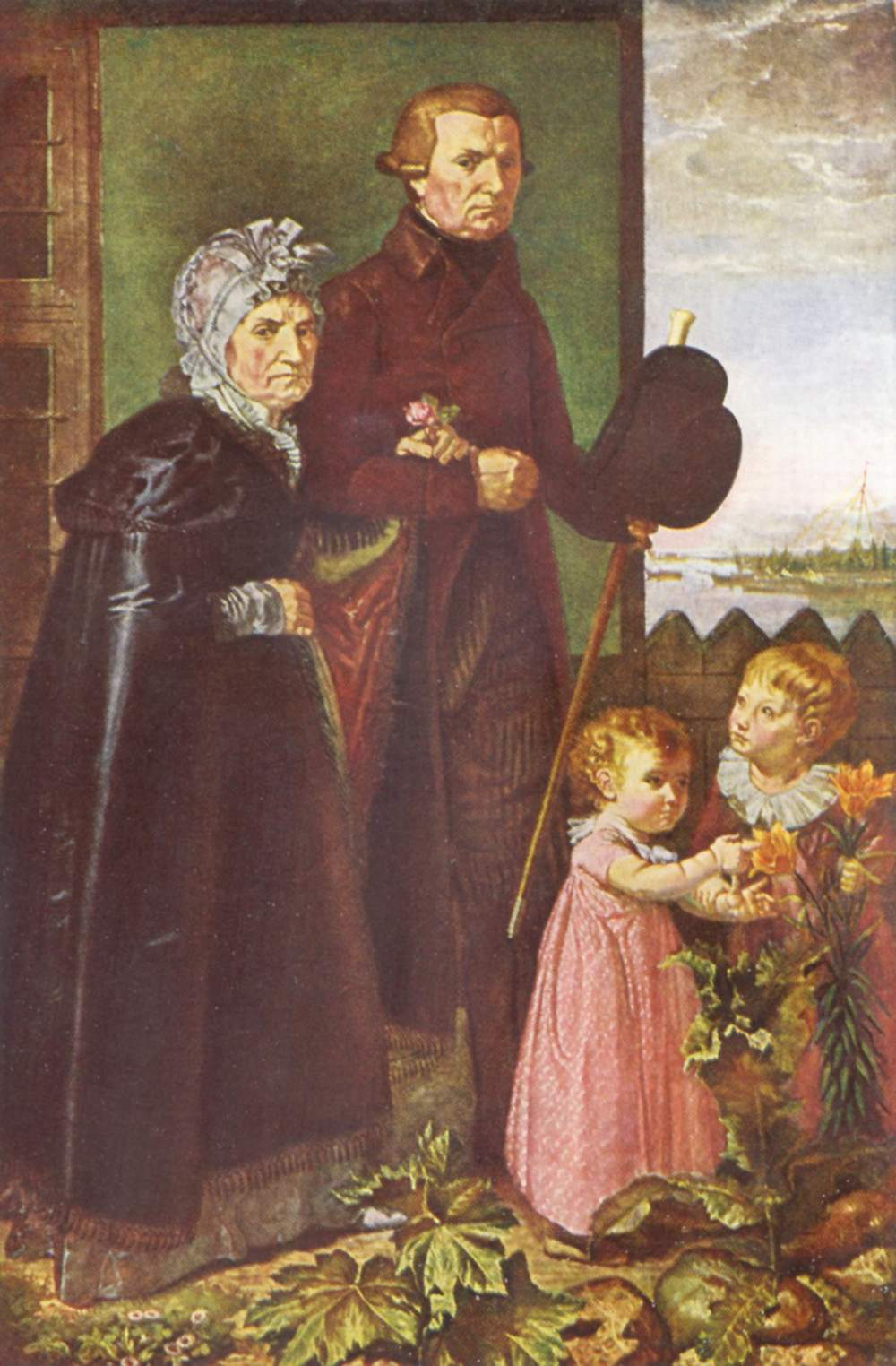
الآباء الفنانون (1806)

## روابط خارجية
- فيليب أوتو رونغي على موقع الموسوعة البريطانية (الإنجليزية)
- فيليب أوتو رونغي على موقع ديسكوغز (الإنجليزية)